# Брандт, Эдуард Карлович
Эдуард Карлович Брандт (1839—1891) — педагог, профессор зоологии и сравнительной анатомии в Военно-медицинской академии. Президент Русского энтомологического общества (1880—1889).

## Биография
Родился в Санкт-Петербурге 15 (27) февраля 1839 года.
С 1849 по 1856 годы учился в Главном немецком училище Святого Петра (Петришуле) и окончил в нём классический гимназический класс с похвальным листом. В 1857 году поступил в Медико-хирургическую академию, окончил её в 1862 году, получив звание лекаря. В академии занимался преимущественно зоологией и сравнительной анатомией под руководством своего дяди Ф. Ф. Брандта. Посещал также его частные лекции по сравнительной анатомии, читавшиеся им в Академии наук по желанию студентов Санкт-Петербургского университета. Также он слушал университетские лекции С. С. Куторги по палеонтологии и Л. С. Ценковского по споровым растениям, занимаясь в кабинете последнего изучением грибов, водорослей и ягелей. При помощи академика Ф. И. Рупрехта изучал флору Санкт-Петербургской губернии, совершал ботанические экскурсии с консерватором Академии наук Мейнсгаузеном. Интересуясь еще с детства энтомологией, будучи студентом, он часто посещал Русское энтомологическое общество для изучения насекомых. 
В 1865 году Э. К. Брандт был удостоен степени доктора медицины, а в 1876 году — магистра зоологии. В своей первой заграничной поездке, в 1866 году, он занимался сравнительною анатомией у Эмиля Бланшара и Мильн-Эдвардса в Париже и у Оуэна в Лондоне, а также самостоятельно — в Saint-Vaast-la-Hougue, близ Шербурга, сравнительно-анатомическими исследованиями различных классов беспозвоночных животных. Во время второй поездки (1869) слушал лекции Р. Лейкарта по медицинской зоологии и эмбриологии и производил сравнительно-анатомические исследования в Триесте. Следующие поездки (1873, 1876, 1879, 1880, 1881 и 1889 гг.) были посвящены самостоятельным сравнительно-анатомическим работам. 
В 1863 году Брандт был назначен ассистентом при кафедре зоологии и сравнительной анатомии при Медико-хирургической академии, с 1865 года — приват-доцент академии по зоологии и сравнительной анатомии; в 1868 году избран прозектором при той же кафедре. В 1873 году стал экстраординарным профессором по кафедре анатомии домашних животных на ветеринарном отделении академии, с поручением читать зоологию и сравнительную анатомию на медицинском отделении. В 1874 году перешёл на кафедру зоологии и сравнительной анатомии. В 1878 году избран ординарным профессором. В 1880 году, после закрытия I и II курсов академии, был переведён на кафедру зоотомии на ветеринарном отделении. В 1883 году, после закрытия ветеринарного отделения академии, 1 июня вышел в отставку, но уже 11 декабря того же года, при восстановлении I и II курсов, вновь был избран ординарным профессором по кафедре зоологии и сравнительной анатомии, уже  — в Военно-медицинской академии.
Кроме этого, в 1870—1883 годах Брандт преподавал зоологию в Горном институте, в 1874—1882 гг. читал зоологию, сравнительную анатомию и эмбриологию на Женских врачебных курсах, в 1864—1880 гг. преподавал зоологию в Санкт-Петербургском коммерческом училище. Также в 1886 году  он читал курс позвоночных животных в Санкт-Петербургском университете. 
В 1889 году получил звание академика. С 1889 года он преподавал естествоведение на Женских педагогических курсах. За сравнительно-анатомические исследования нервной системы насекомых был награждён Парижской академией наук премией Тора.
Умер в Санкт-Петербурге 17 (29) ноября 1891 года. Похоронен на Смоленском православном кладбище, могила утрачена.